# Северо-Устюртская нефтегазоносная область

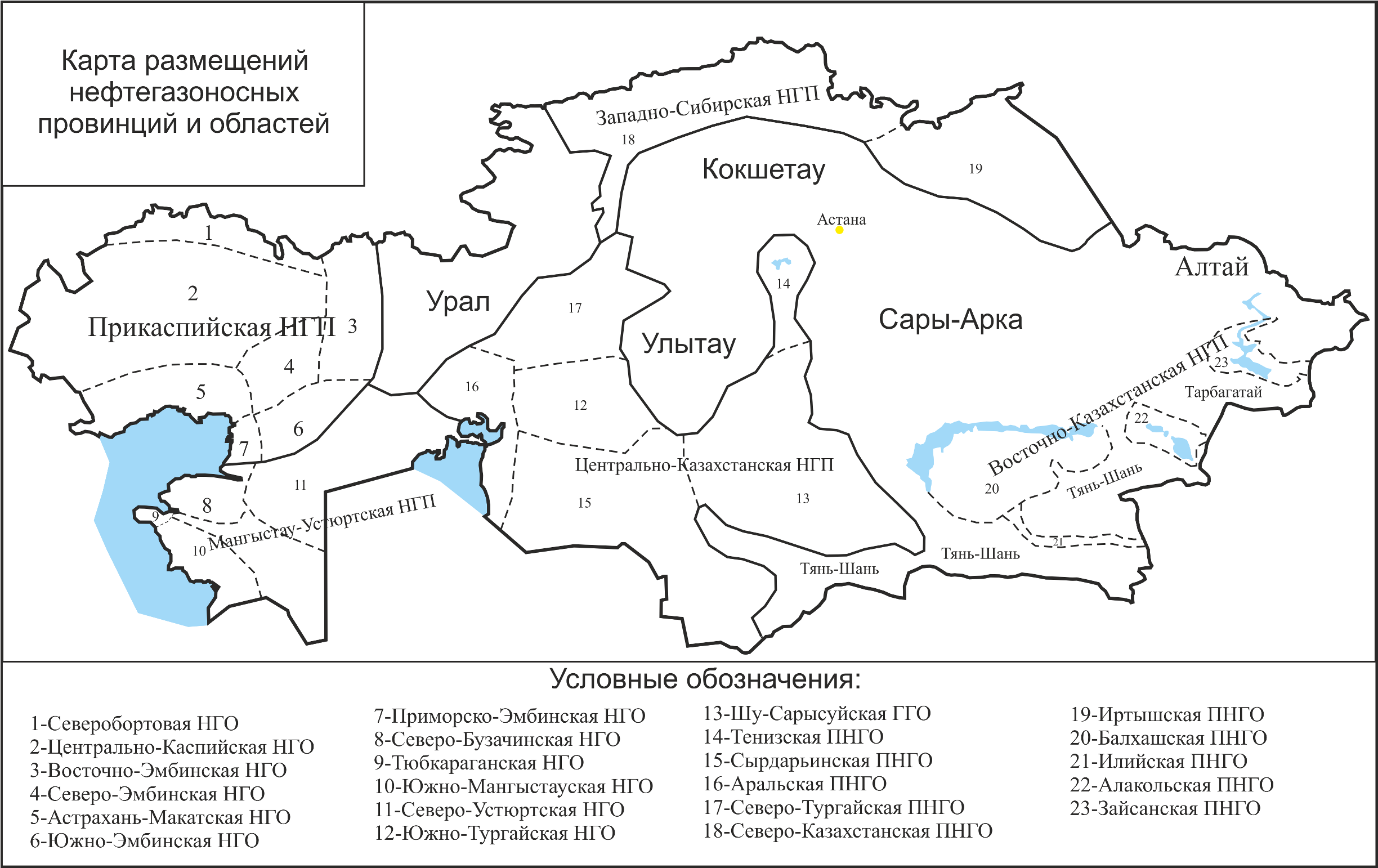

Северо-Устюртская нефтегазоносная область располагается северо-восточнее Южно-Мангышлакской на территории Мангыстауской и Актюбинской административных областей. Необходимо сразу особо отметить её слабую геолого-геофизическую изученность.
Большая часть территории данной нефтегазоносной области принадлежит Западному Казахстану, меньшая (восточная) — Западному Узбекистану. Северо-Устюртская нефтегазоносная область географически с севера ограничен Прикаспийской низменностью, с востока — Аральским, с запада — Северо-Бузашинская нефтегазоносная область. Северо-Устюртская нефтегазоносная область преимущественно мезозойского нефтегазонакопления (юра, мел), частично кайнозойского (палеоген) газонакопления.
Описываемая нефтегазоносная область контролируется одноименной глубокой впадиной I порядка — Северо-Устюртской, которая дифференцирована на более мелкие геотектонические элементы второго порядка.
По З. А. Табасаранскому это Мынсуалмасская тектоническая ступень, Косбулакская впадина, Барсакельмесский прогиб, Актумсукский выступ, Арыстановская тектоническая ступень, Яркимбайский выступ.
Нефтегазоносная область открыта в 1964 году (Арыстановское нефтяное месторождение). В последующие годы открыты газовое месторождение Шумышты-Шагырлы (1966 г.), нефтяное Каракудук (1971 г.) нефтяное Колтык (1978 г.) и другие.
Необходимо особо отметить, что до сих пор нет единого мнения о нефтегеологическом районировании Северо-Устюртской нефтегазоносной области.
Месторождения контролируются брахиантиклинальными и куполовидными поднятиями платформенного типа тектонически ненарушенными или в меньшей степени нарушенными, часто крупных размеров и с максимальной для платформенных структур амплитудой (80-100 и более метров).
Наиболее распространенной залежью является пластовая сводовая, реже встречаются тектонически, литологически и стратиграфически экранированные залежи. Нефтегазовмещающими породами являются песчаники и алевролиты с высокими фильтрационно-емкостными свойствами.
Глубины залегания продуктивных горизонтов колеблются до 3150 м на месторождении Колтык.
Дальнейшие перспективы нефтегазоносности Северо-Устюртской нефтегазоносной области довольно высокие и связываются с мезозойскими, в меньшей степени и с палеозойскими отложениями (промежуточный структурный комплекс).